# Donald Rumsfeld
Donald Henry Rumsfeld, cunoscut mai ales ca Donald Rumsfeld, (n. 9 iulie 1932, Chicago, Illinois, SUA – d. 29 iunie 2021, Taos, New Mexico, SUA) a fost un politician american, care a ocupat funcția de Ministru al Apărării din SUA, în administrația Președintelui Gerald Ford (1975 - 1977) și în administrația Președintelui George W. Bush (2001 - 2006). Pe data de 8 noiembrie 2006, Rumsfeld și-a prezentat demisia sa din funcția de Ministru al Apărării. Ca Ministru al Apărării, Rumsfeld este deținătorul unui record, fiind simultan cel mai tânăr și, respectiv, cel mai în vârstă Ministru al Apărării Statelor Unite care a servit vreodată.  Cu excepția lui Robert McNamara, nici un alt politician nu a servit mai mult în această funcție. 

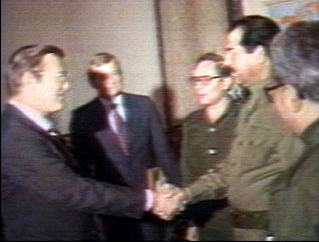
Președintele irakian, Saddam Hussein dă mâna cu Donald Rumsfeld, Bagdad, 20 decembrie 1983

Rumsfeld a servit în numeroase poziții în timpul președintelui Richard Nixon.  A fost de asemenea un reprezentativ în Camera Deputaților a Statelor Unite, respectiv ambasador al țării la Organizația Tratatului Atlanticului de Nord (NATO) (1973 – 1974). 
Donald Rumsefeld a fost absolvent al Universității Princeton (1954).  
Între anii 1954 și 1957, Donald Rumsfeld a fost aviator în United States Navy, după care a devenit un rezervist. A servit în numeroase comisii, comitete și consilii federale. 